# Dinocras cephalotes
Dinocras cephalotes is een steenvlieg uit de familie borstelsteenvliegen (Perlidae). De wetenschappelijke naam van de soort is, als Perla cephalotes, voor het eerst geldig gepubliceerd in 1827 door Curtis.

## Kenmerken
Dit bruine insect heeft een lengte van 13 tot 29 millimeter. Het mannetje is wat kleiner dan het vrouwtje en heeft verkorte vleugels. Hierdoor is het achterlijf niet geheel afgedekt. Op de kop bevinden zich 2 lange antennen en aan de achterzijde een paar lange cerci. Als imago nemen de insecten geen voedsel op.

## Voortplanting
Voor de paring tikt het mannetje hoorbaar op de grond. Na de paring sterft het mannetje snel. Het vrouwtje leeft nog 2 tot 3 weken. De larve heeft vijf jaar nodig om volwassen te worden. Tijdens die periode ondergaat het dier tot 30 vervellingen.
De vliegtijd is van mei tot augustus.

## Verspreiding en leefgebied
De habitat bestaat uit stromende, schone beken met stenige bodem. De soort komt voor in een groot deel van Europa, waaronder Nederland en België.